# Miquel Puig i Raposo
Miquel Puig i Raposo (Tarragona, 1954) és un economista i polític català.

## Biografia
Nascut a Tarragona el 1954, va viure entre Tarragona i Madrid fins als 19 anys.
A Madrid va començar els estudis en Economia, que va acabar a Barcelona. Va obtenir el doctorat a la Universitat de Barcelona i va ampliar estudis al MIT. Entre els anys 1980 i 1984 va exercir de professor titular de teoria econòmica. Posteriorment ampliaria estudis a la John F. Kennedy School of Government (Universitat Harvard). La seva trajectòria universitària la completaria com a professor associat de Mercat d'Infraestructures i Cooperació Públic-privat a la Universitat Pompeu Fabra.
La seva trajectòria a l'Administració pública va començar l'any 1984 al Departament d'Indústria i Energia de la Generalitat de Catalunya, d'on va ser, successivament, director general de Seguretat i Qualitat Industrials, director general d'Indústria i secretari del Departament. El 1998 va ser nomenat comissionat per a la Societat de la Informació de la Generalitat. Va ser el primer president del Centre de Telecomunicacions i Tecnologies de la Informació (CTTI) i va dirigir l'externalització dels serveis d'informàtica, xarxa de veu i dades (que donaria lloc a l'empresa Al-pi) i la xarxa de repetidors de ràdio i televisió (actualment part de Cellnex Telecom). Va ser el primer president de l'IDIADA.
Del febrer del 2000 al març del 2002 va ser director general de la Corporació Catalana de Ràdio i Televisió (l'actual Corporació Catalana de Mitjans Audiovisuals) amb el consens previ de tots els partits amb representació parlamentària. També va assumir la direcció de la Televisió de Catalunya. La seva sortida de la CCRTV va ser deguda a un enfrontament amb el govern de la Generalitat.
En l'àmbit privat, ha estat consultor independent (2001-2004 i 2007-2012) i director general d'Abertis Airports (2004-2007).
Va ser director general del Consorci de Serveis Universitaris de Catalunya (CSUC) des de la creació el 2013 fins al 2021, quan Montse Soler i Prat el va succeir.
Col·labora regularment com a articulista en diversos mitjans, principalment als diaris Ara i La Vanguardia, i a Catalunya Ràdio i Televisió de Catalunya.
Està casat i té tres filles. Fa de viticultor aficionat amb vinyes a Falset (Priorat).
Va ser regidor d'Hisenda de l'Ajuntament de Falset, després d'haver concorregut a les eleccions locals del 2015 en la candidatura Independents per Falset.
Candidat al número 3 de la llista de «Esquerra Republicana de Catalunya–Ernest Maragall Alcalde + BCN–Nova–Acord Municipal» per a les eleccions municipals de 2019 a Barcelona, va resultar elegit regidor. Va prometre el càrrec el 15 de juny de 2019 «amb la mateixa convicció i pels mateixos motius que em vaig veure obligat a jurar lleialtat als principis fonamentals del Movimiento».
El 15 de novembre de 2022 va ser nomenat Secretari d'Afers Econòmics i Fons Europeus, del Departament d'Economia i Hisenda de la Generalitat de Catalunya, càrrec que ocupà fins al canvi de govern, quan fou substituït per Francesc Trillas.

## Obra publicada
- 2013: La sortida del laberint (premi Societat Catalana d'Economia 2015)
- 2013: Com Àustria o Dinamarca (amb Modest Guinjoan i Xavier Cuadras)
- 2015: Un bon país no és un país low cost
- 2015: La gran estafa. Una propuesta para sacar España de la mediocridad.
- 2021: Els salaris de la ira.
- 2023: La ciutat insatisfeta. Tot el que Barcelona pot arribar a ser.